# Aire (danza)
El aire, los aires o el aire pampeano es una danza folklórica de la Argentina, perteneciente a la llamada música surera o sureña, y también de Uruguay. Al igual que el cielito, tiene la particularidad de que los bailarines también cantan. La danza se caracteriza por alternar el baile con las relaciones, dichos en forma de verso que intercambian el hombre y la mujer en la danza.

## Origen
El aire es un estilo musical que quedó confundido hasta que Carlos Vega lo identificó en 1936. Su origen se produjo en algún momento indeterminado del siglo XIX.

## Características
Danza de galanteo de parejas sueltas e independientes, de movimientos vivos, se baila con castañetas y paso básico en la 2º colocación.a danza se caracteriza por alternar el baile con las ::::: 

Yo me enamoré del aire
Y en el aire me quedé,
Y como el amor es aire,
Del aire me enamoré.

## Coreografía
Es una danza de pareja suelta, dividida en dos partes iguales. Cada una de ellas se inicia con el canto bailado de dos estrofas y luego el estribillo que finaliza invitando al hombre a realizar sus pasos
Primera.
```
1. Cuatro esquinas (16c).
2. Media vuelta (4c).
3. Giro (4c).
4. Media vuelta (4c).
5. Giro (4c).
6. Media vuelta (4c).
7. Giro final (4c).
```

Segunda.
Es similar a la 1º, los bailarines comienzan en los lugares opuestos.

## Relaciones
La música se detiene y el hombre debe decir su relación, por ejemplo:

Varón:
Si usted juera picaflor
y yo la viese volar,
por seguirla correría
por la tierra, cielo y mar.

Luego de la relación del hombre, vuelve a bailarse el estribillo una vez más, invitando ahora a la mujer a responder la relación, como por ejemplo:

Mujer:
Si yo juera picaflor
y usted me viese volar,
¡Con esa cara de zonzo
velay... que me iba a agarrar!

Las relaciones son siempre cuartetas octosilábicas, con rimas del segundo y cuarto verso. Suelen ser picarescas o humorísticas, y estar relacionadas con el cortejo implicado en la propia danza. Típicamente, las relaciones consisten en un verso de cortejo amable, por parte del hombre, y en el rechazo de ese cortejo, con alguna burla, por parte de la mujer. 
Finalizada la relación del hombre y a la voz de "¡aura!", se canta y baila el cierre de la primera parte. La segunda parte es igual.